# Ajuste de cuentas (novela)

Ajuste de cuentas es la octava novela de la serie Aprendiz de Jedi, basada en el universo de Star Wars, y está escrita por Jude Watson. Fue publicada por Scholastic Press en inglés (junio de 2000) y por Alberto Santos Editor en español.

## Argumento
El momento final ha llegado. Xanatos ha conducido a su planeta natal, |Telos, a Obi-Wan Kenobi y a Qui-Gon Jinn y los ha apresado. El antiguo aprendiz de Qui-Gon, acólito del Lado Oscuro, y los dos Jedi ajustarán por fin cuentas...